# A4 (motorväg, Bulgarien)
A4 Maritsa  är en motorväg i Bulgarien som går mellan A1 Trakija och gränsen till Turkiet. Motorvägen börjar vid A1 utanför Orizovo mellan Plovdiv och Tjirpan och går till gränsövergången Kapitan Andreevo. Motorvägen blev färdigbyggd i oktober 2015.